# Californisk husskade
Californisk husskade (latin: Pica nuttalli) er en fugl i familien kragefugle, der lever i Californien.